# Martin J. Schreiber
Martin James "Marty" Schreiber, född 8 april 1939 i Milwaukee, Wisconsin, är en amerikansk demokratisk politiker. Han var guvernör i delstaten Wisconsin 1977-1979.
Schreiber studerade vid University of Wisconsin-Milwaukee och Valparaiso University i Indiana. Han avlade 1964 juristexamen vid Marquette University.
Schreiber var ledamot av delstatens senat i Wisconsin 1963-1971. Han var viceguvernör 1971-1977. Guvernör Patrick Joseph Lucey blev 1977 utnämnd till USA:s ambassadör i Mexiko och efterträddes av Schreiber.
Utmanaren Lee S. Dreyfus besegrade Schreiber i guvernörsvalet i Wisconsin 1982. Fyra år senare förlorade Schreiber i demokraternas primärval mot Tony Earl.